# فالتالينغن
فالتالينغن (بالألمانية: Waltalingen) هي إحدى بلديات مقاطعة أندلفينغن في كانتون زيورخ في سويسرا. تبلغ مساحتها 7.25 كيلومتر مربع، ويقدر عدد سكانها بـ 658 نسمة (حسب تعداد ديسمبر 2017).

## أعلام
- جاكوب أولريش